# 마이크 던리비 주니어

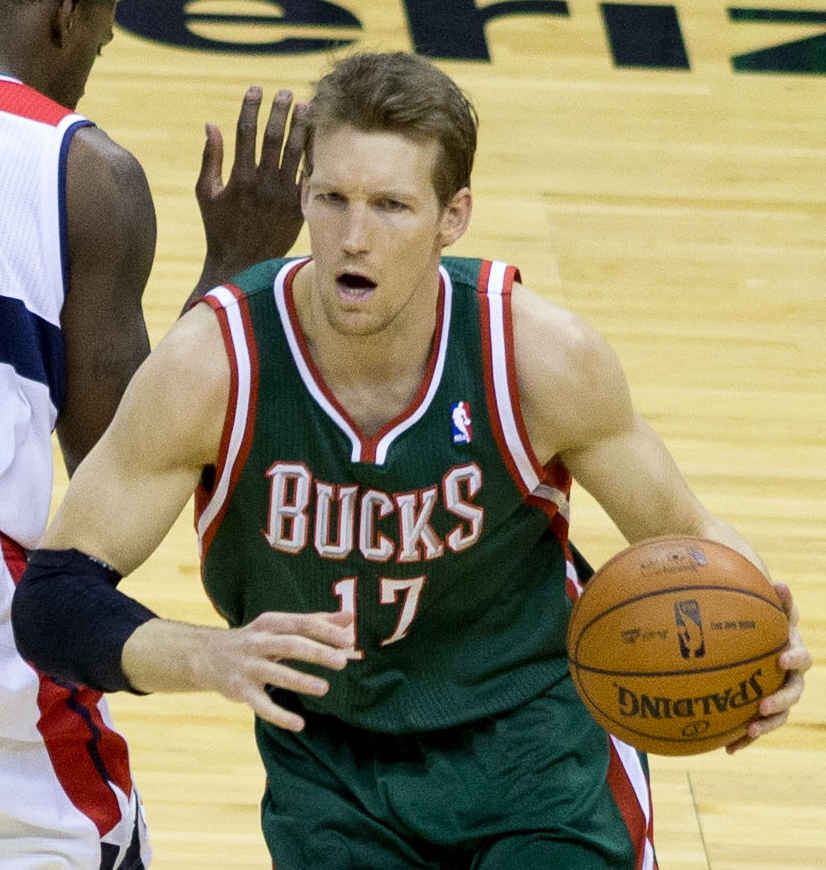

마이크 던리비 주니어(Mike Dunleavy Jr., 본명: 마이클 조셉 던리비 주니어, Michael Joseph Dunleavy Jr., 1980년 9월 15일 ~ )는 미국 프로 농구 임원이자 NBA(전미 농구 협회)의 골든스테이트 워리어스(Golden State Warriors)의 단장을 역임한 전직 선수이다. 듀크 블루 데빌스에서 대학 농구를 했고, 2002년에 합의된 2군 올 아메리칸 영예를 얻었다. 던리비는 2002년 NBA 드래프트에서 전체 3순위로 골든스테이트에 의해 선정되었다. 워리어스, 인디애나 페이서스, 밀워키 벅스, 시카고 불스, 클리블랜드 캐벌리어스 및 애틀랜타 호크스에서 NBA에서 뛰었다. 전 NBA 선수이자 수석 코치인 마이크 던리비 시니어의 아들이다.

## 프로 경력
- 골든스테이트 워리어스(2002~2007)
- 인디애나 페이서스(2007~2011)
- 밀워키 벅스 (2011-2013)
- 시카고 불스 (2013-2016)
- 클리블랜드 캐벌리어스(2016~2017)
- 애틀랜타 호크스 (2017)